# صدای یخ
صدای یخ (به انگلیسی: The Clink of Ice) (به فرانسوی: Le Bruit des glaçons سر و صدا از یخ). فیلمی کمدی به نویسندگی و کارگردانی برتران بلیه که در سال ۲۰۱۰ منتشر شد.

## بازیگران
- ژان دوژاردن در نقش چارلز
- آلبرت دوپنتل در نقش چارلز' سرطان
- آن آلوارو در نقش لوییزا
- میریام بویر نقش لوییزا سرطان
- کریستا تره در نقش Evguenia
- آدری دانا در نقش کارول
- ژان دل در نقش انکولوژیست
- اریک پرات

## تولید
. . 

## جوایز
| جایزه / جشنواره فیلم | دسته                      | گیرنده و نامزد | نتیجه    |
| -------------------- | ------------------------- | -------------- | -------- |
| جایزه سزار           | بهترین مدیر               | برتران بلیه    | نامزدشده |
| جایزه سزار           | بهترین بازیگر نقش مکمل زن | آن آلوارو      | برنده    |
| جایزه سزار           | بهترین فیلمنامه اصلی      | برتران بلیه    | نامزدشده |
| جایزه لومیر          | امیدوار کننده‌ترین بازیگر  | امیل Berling   | نامزدشده |
| جشنواره فیلم ونیز    | Europa برچسب سینما        | برنده          |          |